# Nicolás Diez de San Miguel y Solier
Nicolás Antonio Diez de San Miguel y Solier Bermúdez de la Torre (Lima, 1643 - 9 de enero de 1717), sacerdote criollo que ocupó importantes cargos elesiásticos y académicos en el Virreinato del Perú. Rector de la Universidad de San Marcos.

## Biografía
Sus padres fueron el magistrado huamanguino Antonio Diez de San Miguel y Solier, oidor en Quito y Charcas, y la limeña María Josefa Bermúdez de la Torre, hermana del abogado Diego Bermúdez de la Torre, también rector sanmarquino. Inició sus estudios en el Real Colegio de San Martín (1662), continuándolos en el Colegio Mayor de San Felipe y San Marcos y luego, en la Universidad de San Marcos obtuvo el grado de Doctor en Teología.
Luego de su ordenación religiosa, ejerció su profesión en diversos curatos de la Arquidiócesis de Lima, hasta su incorporación en el Cabildo Metropolitano como medio racionero (1681) y luego como racionero (1690). Nombrado examinador sinodal y calificador del Tribunal del Santo Oficio, fue elegido rector en la Universidad (1695). Durante su gestión se creó la cátedra del Maestro de las Sentencias, para que fuera regentada por egresados del Colegio de San Martín.
Representante del cabildo eclesiástico en el recibimiento del virrey Marqués de Castelldosrius en el Callao (1707), posteriormente pasó a ser canónigo (1708), chantre (1716) y arcediano (1716).
| Predecesor: Jerónimo de los Reyes | Rector de la Universidad de San Marcos 1695 - 1696 | Sucesor: Antonio de Fajardo |